# Fest-Marsch (1893)
Der Fest-Marsch ist ein Marsch von Johann Strauss Sohn (op. 452). Das Werk wurde am 4. Juni 1893 im Wiener Prater erstmals aufgeführt.